# Spaghetti alle vongole
Gli spaghetti alle vongole sono un piatto a base di pasta e vongole, di origine dibattuta, anche se è solida la tesi per la quale si tratterebbe di pietanza di origine napoletana, stante l'attestazione nell'appendice Cucina casereccia in dialetto napoletano del trattato Cucina teorico-pratica del 1837 scritta dal cuoco napoletano Ippolito Cavalcanti nel 1837 (vedasi a pagina 279), e diffuso in molte regioni italiane, specialmente al Sud Italia. Del resto, vongola è esattamente un termine dialettale napoletano, derivante dal latino conchŭla, cioè conchiglia, per definire sinteticamente il lupino di mare o anche il mollusco bivalve.
Come molti altri piatti della cucina marittima, dello stesso piatto esistono più versioni: bianca, come in origine, e rossa. 
La pasta può essere spaghetti, linguine o vermicelli e va cotta al dente e poi mantecata in padella nel sauté di vongole, sfumate con vino bianco secco possibilmente. Nella variante rossa, con aggiunta di pomodori, si può completare il piatto con un po' della dose di prezzemolo fresco tritato finemente, la cui maggior parte deve finire nella salsa assieme ai pomodori. I pomodorini, cotti e un po' appassiti, sono comunque opzionali. È possibile condire gli spaghetti con peperoncino.

## Variante veneta
La pasta con le vongole è molto diffusa anche in Veneto, specialmente nelle zone lagunari dove vengono utilizzate le vongole di laguna, chiamate caparossoli o quelle di mare chiamate bevarasse. Anche qui è presente sia la versione in bianco che quella con i pomodorini coltivati nelle isole della laguna.

## Vongole veraci

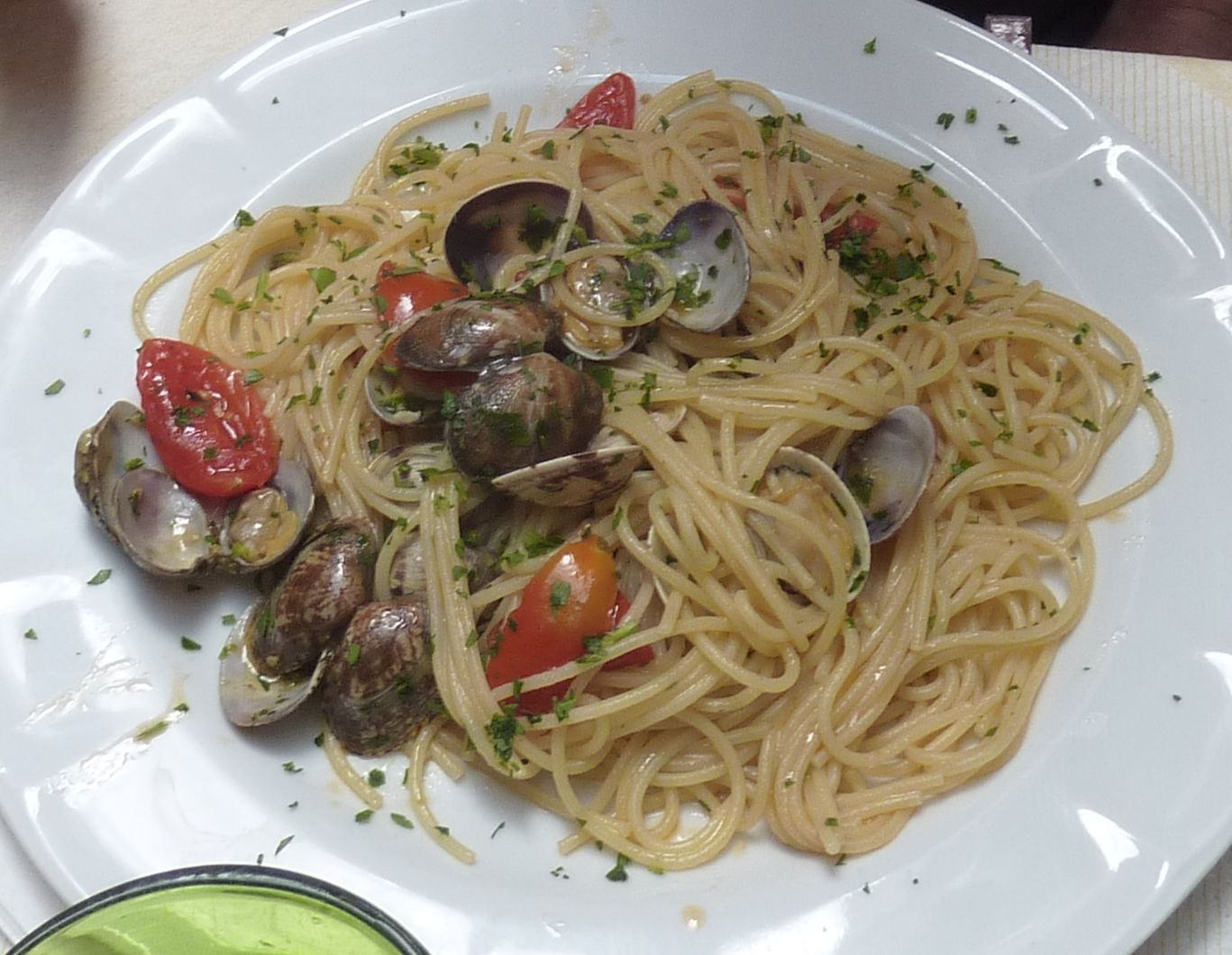
Spaghetti alle vongole veraci

L'ingrediente principale tradizionale dei "veri" spaghetti alle vongole è la vongola verace (Ruditapes decussatus), che non va confusa con la vongola filippina (Ruditapes philippinarum), spesso chiamata verace nei mercati del nord Italia, che è ormai quella maggiormente diffusa sul mercato, e col lupino (Chamelea gallina).

## Ricetta

### Ingredienti per 4 persone
- 320-400 g di spaghetti
- 800-1000 g di vongole
- 200 g di pomodorini da sugo o polpa di pomodoro (versione rossa)
- due spicchi d'aglio
- 4 cucchiai d'olio extravergine d'oliva
- mezzo bicchiere di vino bianco secco
- un cucchiaio colmo di prezzemolo tritato fine
- un peperoncino
- sale (versione rossa)

### Preparazione

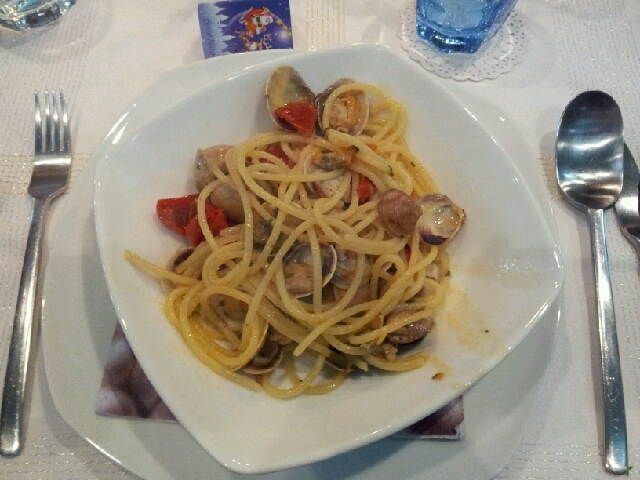
Un piatto di spaghetti alle vongole veraci

Mai "spurgare" i molluschi bivalvi, che devono aprirsi solo sul fuoco; altrimenti si perde, insieme alla eventuale sabbia, pure il loro prezioso liquido interno, saporitissimo. Quindi lavarli rapidamente a tre acque, aiutandosi con scolapasta posto in una insalatiera: perderanno lo "spolverino" sabbioso che si trova sui gusci.
Terminata questa operazione mettere subito le vongole scolate in una pentola con coperchio, posta su fuoco vivo. Sorvegliare e girare ogni tanto finché si sono aperte quasi tutte, toglierle e porre su un piatto largo. Le vongole rimaste chiuse sono morte e vanno eliminate. Togliete a quelle aperte il frutto interno, lasciandone integre qualcuna per bellezza decorativa nei piatti. Il liquido rimasto sul fondo della pentola si filtra con un passino fitto da tè, in un attimo e si tiene da parte.
Intanto, si è riscaldato a fuoco bassissimo, in una larga padella con olio extravergine, un peperoncino integro e uno o due spicchi di aglio schiacciati, sino a che quest'ultimi diventano giallini. Aggiungere le vongole, insaporirle e sfumare con il vino bianco secco. Togliere aglio e peperoncino, a piacere.
Unirvi ora il liquido delle vongole e, in questa variante "bianca", tutto il prezzemolo che si intende usare, tritato molto fine (una piccola parte di prezzemolo alla fine si può mettere solo nella variante "rossa", spiegata alla fine). 
Versare e saltare subito nella padella gli spaghetti piuttosto al dente, precedentemente cotti in abbondante acqua salata. Mantecare bene finché gli spaghetti non assorbono tutto il liquido delle vongole. Nel caso non si sia usato peperoncino, completare a piacere con una lieve spolverata di pepe bianco o nero.
La variante "in rosso" degli spaghetti alle vongole prevede la polpa di pomodoro. In questo caso seguire la procedura della versione in bianco, salvo aggiungere la polpa di pomodoro e prezzemolo tritato dopo che si è tolto aglio e peperoncino dalla padella. Lasciar quindi cuocere per 10-15 minuti, unire solo ora il liquido delle vongole e mantecarvi bene la pasta cotta al dente. Completare a piacere con poco prezzemolo tritato molto fine e, se non si è usato il peperoncino, con spolverata di pepe nero o bianco.